# Festival di Sanremo 2022
Il settantaduesimo Festival di Sanremo si è svolto al teatro Ariston di Sanremo dal 1º al 5 febbraio 2022 con la conduzione, per il terzo anno consecutivo, di Amadeus, il quale è stato anche il direttore artistico; nel corso delle serate è stato affiancato da cinque co-conduttrici: Ornella Muti nella prima serata, Lorena Cesarini nella seconda serata, Drusilla Foer nella terza serata, Maria Chiara Giannetta nella quarta serata e Sabrina Ferilli nella serata finale. Orietta Berti e Fabio Rovazzi sono stati gli ospiti fissi della manifestazione, in collegamento dalla nave Costa Toscana.
Per il terzo anno consecutivo la direzione musicale è stata affidata a Leonardo de Amicis, il quale ha anche diretto l'orchestra, mentre la regia e la fotografia ancora una volta sono state curate rispettivamente da Stefano Vicario e Mario Catapano. La scenografia è stata disegnata da Gaetano Castelli e Maria Chiara Castelli, come nell'edizione precedente.
Similmente a quanto già accaduto nel 2019, vi hanno partecipato 25 artisti con altrettanti brani tutti in gara in un'unica sezione: 22 partecipanti sono artisti noti, mentre gli altri sono i primi tre classificati di Sanremo Giovani 2021; questi ultimi hanno presentato un brano inedito diverso da quello con il quale hanno vinto la suddetta competizione.
L'edizione è stata vinta da Mahmood e Blanco con il brano Brividi, mentre il Premio della Critica "Mia Martini" è andato alla canzone Lettera di là dal mare di Massimo Ranieri.
La vittoria al Festival di Sanremo ha permesso a Mahmood e Blanco di rappresentare l'Italia all'Eurovision Song Contest 2022 tenutosi a Torino, in Italia, nel quale si sono piazzati al sesto posto.
Quest'edizione è tornata a svolgersi nel mese di febbraio, dopo che la precedente si era tenuta a marzo a causa della pandemia di COVID-19, e ha visto il ritorno del consueto pubblico in sala, seppur provvisto di mascherine.
Con una media del 58% di share, è risultata l’edizione più vista dal 1997.

## Conduzione
In occasione della consueta conferenza stampa al termine del Festival di Sanremo 2021, Amadeus ha inizialmente escluso una possibile terza conduzione della kermesse. Tuttavia, il 5 agosto 2021, lo stesso Amadeus viene riconfermato come conduttore dell'evento.
L'11 febbraio 2022, il presentatore ha annunciato al TG1 la presenza di Ornella Muti, Lorena Cesarini, Drusilla Foer, Maria Chiara Giannetta e Sabrina Ferilli in qualità di co-conduttrici rispettivamente nella prima, seconda, terza, quarta e ultima serata.

## Direzione artistica e autori
5 agosto 2021, Amadeus viene riconfermato anche come direttore artistico del Festival. Il presentatore ha presieduto la Commissione Musicale composta da Gianmarco Mazzi, Lucio Presta, Claudio Fasulo, Massimo Martelli e Leonardo de Amicis, il quale ha anche ricoperto il ruolo di direttore musicale. Come è già accaduto durante le edizioni precedenti, la Commissione Musicale si è occupata della selezione dei partecipanti di Sanremo Giovani 2021.
Gli autori del Festival sono Paolo Biamonte, Barbara Cappi, Martino Clericetti, Ludovico Gullifa, Massimo Martelli e Sergio Rubino.

## Partecipanti e classifica finale
Le canzoni sono state scelte e/o gli artisti sono stati invitati dal direttore artistico Amadeus, il quale si è potuto avvalere della consulenza della Commissione Musicale.
I primi 22 artisti in gara sono stati annunciati dal concuttore durante l’edizione serale del TG1 il 4 dicembre 2021, mentre gli ultimi 3 sono i vincitori del concorso Sanremo Giovani 2021, la cui finale si è svolta il 15 dicembre. inoltre, durante la medesima serata, sono stati annunciati anche i titoli delle 25 canzoni in gara.
| Pos. | Artista                               | Titolo                      | Autori                                                                           | Etichetta discografica        | Ultima partecipazione |
| ---- | ------------------------------------- | --------------------------- | -------------------------------------------------------------------------------- | ----------------------------- | --------------------- |
| 1º   | Mahmood e Blanco                      | Brividi                     | A. Mahmoud, M. Zocca, R. Fabbriconi                                              | Island, Universal             | 2019, Esordio         |
| 2º   | Elisa                                 | O forse sei tu              | E. Toffoli, D. Petrella                                                          | Island, Universal             | 2001                  |
| 3º   | Gianni Morandi                        | Apri tutte le porte         | L. Jovanotti, R. Onori                                                           | Epic                          | 2000                  |
| 4º   | Irama                                 | Ovunque sarai               | Irama, G. Nenna, Shablo, V. L. Faraone, G. Colonnelli                            | Warner Music Italy            | 2021                  |
| 5º   | Sangiovanni                           | Farfalle                    | Sangiovanni, A. La Cava, S. Tognini                                              | Sugar Music                   | Esordio               |
| 6º   | Emma                                  | Ogni volta è così           | D. Petrella, Emma, D. Faini                                                      | Polydor, Universal            | 2012                  |
| 7º   | La Rappresentante di Lista            | Ciao ciao                   | V. Lucchesi, D. Mangiaracina, R. Calabrese, R. Cammarata, C. Drago, S. Privitera | Woodworm, RCA Numero Uno      | 2021                  |
| 8º   | Massimo Ranieri                       | Lettera di là dal mare      | F. Ilacqua                                                                       | Ra.Ma 2000 International      | 1997                  |
| 9º   | Dargen D'Amico                        | Dove si balla               | D. D'Amico, E. Roberts, G. Fazio, A. Bonomo                                      | Giada Mesi, Island, Universal | Esordio               |
| 10º  | Michele Bravi                         | Inverno dei fiori           | A. A. Vella, M. Bravi, Cheope, F. Catitti, F. Abbate                             | Virgin, Universal             | 2017                  |
| 11º  | Matteo Romano                         | Virale                      | M. Romano, A. La Cava, F. Rossi, D. Faini                                        | Polydor, Universal            | Esordio               |
| 12º  | Fabrizio Moro                         | Sei tu                      | F. Moro e R. Cardelli                                                            | Warner Music Italy            | 2018                  |
| 13º  | AKA 7even                             | Perfetta così               | AKA 7even, V. Colella, M. E. Kleinschmidt, G. Vizzi, R. L. Patriarca             | Columbia                      | Esordio               |
| 14º  | Achille Lauro con Harlem Gospel Choir | Domenica                    | A. Lauro, S. P. Manzari, D. Petrella, M. Ciceroni, M. Cutolo, G. Calculli        | Warner Music Italy            | 2020, Esordio         |
| 15º  | Noemi                                 | Ti amo non lo so dire       | A. La Cava, Mahmood, D. Faini                                                    | Columbia                      | 2021                  |
| 16º  | Ditonellapiaga e Rettore              | Chimica                     | Ditonellapiaga, Rettore, A. Casagni, B. Ventura, E. Castroni, V. Smordoni        | BMG Rights Management Italy   | Esordio, 1994         |
| 17º  | Rkomi                                 | Insuperabile                | Rkomi, A. La Cava, F. Catitti                                                    | Island, Universal             | Esordio               |
| 18º  | Iva Zanicchi                          | Voglio amarti               | E. Di Stefano, V. Mercurio, I. Ianne, C. Valli                                   | Luvi Records                  | 2009                  |
| 19º  | Giovanni Truppi                       | Tuo padre, mia madre, Lucia | G. Truppi, N. Contessa, Pacifico, M. Buccelli, G. Pallotti                       | Virgin, Universal             | Esordio               |
| 20º  | Highsnob e Hu                         | Abbi cura di te             | Highsnob, Hu, A. Moroni, F. De Marco, F. Musumeci                                | Warner Music Italy            | Esordio               |
| 21º  | Yuman                                 | Ora e qui                   | T. Di Giulio, F. Cataldo, Yuman                                                  | Polydor, Universal            | Esordio               |
| 22º  | Le Vibrazioni                         | Tantissimo                  | R. Casalino, F. Sarcina, N. Verrienti                                            | Artist First                  | 2020                  |
| 23º  | Giusy Ferreri                         | Miele                       | D. Petrella, F. Abbate, F. Clemente, A. Merli                                    | Columbia                      | 2017                  |
| 24º  | Ana Mena                              | Duecentomila ore            | R. Hunt, F. Abbate, S. Tognini                                                   | Epic                          | Esordio               |
| 25º  | Tananai                               | Sesso occasionale           | Tananai, D. Simonetta, P. Antonacci, A. Raina                                    | Polydor, Universal            | Esordio               |

## Misure di contenimento e prevenzione di contagio da COVID-19
Anche questa edizione si è svolta durante la pandemia di COVID-19. Per tale motivo, la Rai ha scelto di adoperare il medesimo protocollo di sicurezza dell'anno precedente (con le dovute modifiche introdotte dai nuovi decreti), indipendentemente dalla zona di rischio in cui si sarebbe trovata la Regione Liguria durante la kermesse.
Le allora disposizioni vigenti in materia di contenimento e prevenzione di contagio hanno permesso il ritorno del pubblico in sala con una capienza del 100%; tuttavia, l'accesso è stato consentito solo agli spettatori muniti di mascherina FFP2 e "green pass rafforzato".
Il regolamento del Festival è stato appositamente modificato circa l'eventuale positività al virus di un artista in gara; qualora accadesse, quest'ultimo rimarrebbe in gara e al posto della sua esibizione verrebbe trasmesso il video delle prove generali.
Il sopracitato protocollo ha proibito la realizzazione di qualsiasi evento esterno o programma collegato al Festival. Non vi sono stati concerti e stand di sponsor, né incontri con la stampa; le interviste sono state spesso realizzate in videoconferenza. È stato però realizzato il tradizionale red carpet (ribattezzato per l'occasione green carpet).
Anche per questa edizione, la stampa non è stata ospitata al Roof del Teatro Ariston e al Palafiori, ma presso il Casinò di Sanremo.

## Regolamento e serate
Il regolamento e la composizione delle serate sono molto simili a quelli dell'edizione precedente. Nel corso di cinque serate, attraverso i tre sistemi di votazione, ovvero televoto, Giuria Demoscopica 1000 e Giuria della Sala Stampa, si è arrivati alla proclamazione della canzone vincitrice.
Rispetto al 2021, sono stati apportati diversi cambiamenti:
- Vi è una sezione unica in cui gareggiano tutti gli artisti in gara.[34]
- Il numero dei partecipanti è diminuito da 26 a 25. Originariamente il primo regolamento di Festival di Sanremo 2022, diffuso il 26 ottobre 2021, contemplava la presenza 24 artisti in gara;[35] tuttavia il 14 dicembre il numero dei partecipanti è aumentato da 24 a 25, in quanto anche il terzo classificato del concorso Sanremo Giovani 2021 ha avuto accesso al Festival.[36]
- La Giuria della Sala Stampa è composta a sua volta dalla Giuria della carta stampata e TV, dalla Giuria delle radio e Giuria del web; le tre componenti hanno votato individualmente le prime due serate, per poi tornare a votare come un'unica giuria in quelle seguenti.
- Le performance eseguite durante il Torneo delle cover non sono più votate dall'Orchestra del Festival, ma dal televoto, dalla Giuria Demoscopica 1000 e dalla Giuria della Sala Stampa. Inoltre, si è potuto attingere non solo dal repertorio italiano, ma anche da quello internazionale, purché fosse degli anni '60, '70, '80 o '90.[34]

### Prima serata
Nel corso della prima serata si sono esibiti 12 dei 25 artisti in gara, le cui canzoni sono state votate dalle tre componenti della Giuria della Sala Stampa, ovvero Giuria della carta stampata e TV (un terzo), Giuria delle radio (un terzo) e Giuria del web (un terzo). Al termine della serata è stata resa nota la graduatoria.
| Ordine di uscita | Artista                               | Brano                  | Voti prima serata                        | Voti prima serata          | Voti prima serata      | Voti prima serata  | Classifica generale |
| Ordine di uscita | Artista                               | Brano                  | Giuria della carta stampata e TV (33,3%) | Giuria delle radio (33,3%) | Giuria del web (33,3%) | Media della serata | Posizione           |
| ---------------- | ------------------------------------- | ---------------------- | ---------------------------------------- | -------------------------- | ---------------------- | ------------------ | ------------------- |
| 1                | Achille Lauro con Harlem Gospel Choir | Domenica               | 9º posto                                 | 5º posto                   | 9º posto               | 9º posto           | 16º posto           |
| 2                | Yuman                                 | Ora e qui              | 10º posto                                | 11º posto                  | 11º posto              | 11º posto          | 23º posto           |
| 3                | Noemi                                 | Ti amo non lo so dire  | 8º posto                                 | 4º posto                   | 7º posto               | 6º posto           | 12º posto           |
| 4                | Gianni Morandi                        | Apri tutte le porte    | 5º posto                                 | 2º posto                   | 5º posto               | 4º posto           | 5º posto            |
| 5                | La Rappresentante di Lista            | Ciao ciao              | 1º posto                                 | 3º posto                   | 2º posto               | 2º posto           | 3º posto            |
| 6                | Michele Bravi                         | Inverno dei fiori      | 6º posto                                 | 10º posto                  | 6º posto               | 7º posto           | 14º posto           |
| 7                | Massimo Ranieri                       | Lettera di là dal mare | 4º posto                                 | 8º posto                   | 4º posto               | 5º posto           | 8º posto            |
| 8                | Mahmood e Blanco                      | Brividi                | 2º posto                                 | 1º posto                   | 1º posto               | 1º posto           | 2º posto            |
| 9                | Ana Mena                              | Duecentomila ore       | 12º posto                                | 12º posto                  | 12º posto              | 12º posto          | 25º posto           |
| 10               | Rkomi                                 | Insuperabile           | 7º posto                                 | 9º posto                   | 8º posto               | 8º posto           | 15º posto           |
| 11               | Dargen D'Amico                        | Dove si balla          | 3º posto                                 | 6º posto                   | 3º posto               | 3º posto           | 4º posto            |
| 12               | Giusy Ferreri                         | Miele                  | 11º posto                                | 7º posto                   | 10º posto              | 10º posto          | 19º posto           |

Co-conduttrice
- Ornella Muti

Ospiti
- Fiorello[39][40]
- Måneskin: Zitti e buoni e Coraline[41][42]
- Matteo Berrettini[43]
- Colapesce Dimartino: Musica leggerissima (in collegamento dalla Costa Toscana)[44]
- Orietta Berti e Fabio Rovazzi (in collegamento dalla Costa Toscana)[5]
- Claudio Gioè: presentazione della seconda stagione della fiction Màkari[45]
- Meduza: Piece of Your Heart, Lose Control, Paradise e Tell It to My Heart (con Hozier)[46][47][48]
- Raoul Bova e Nino Frassica: presentazione di Don Matteo 13[43]

Altre esibizioni
- Amadeus e Fiorello: medley Disperato / Vedrai, vedrai / Com'è triste Venezia / Firenze (canzone triste) / Perdere l'amore / Silvia lo sai / L'uomo in frack[40]

### Seconda serata
Nel corso della seconda serata si sono esibiti i restanti 13 dei 25 artisti in gara, le cui canzoni sono state votate dalle tre componenti della Giuria della Sala Stampa, ovvero Giuria della carta stampata e TV (un terzo), Giuria delle radio (un terzo) e Giuria del web (un terzo). Al termine della serata è stata resa nota la graduatoria. Inoltre, è stata stilata e mostrata una classifica congiunta di tutti i 25 artisti, risultante dalle percentuali di voto da questi ottenuti nel corso della prima serata (i primi 12) e di quelle ottenute nel corso della seconda serata (i secondi 13).
| Ordine di uscita | Artista                  | Brano                       | Voti seconda serata                      | Voti seconda serata        | Voti seconda serata    | Voti seconda serata | Classifica generale |
| Ordine di uscita | Artista                  | Brano                       | Giuria della carta stampata e TV (33,3%) | Giuria delle radio (33,3%) | Giuria del web (33,3%) | Media della serata  | Posizione           |
| ---------------- | ------------------------ | --------------------------- | ---------------------------------------- | -------------------------- | ---------------------- | ------------------- | ------------------- |
| 1                | Sangiovanni              | Farfalle                    | 7º posto                                 | 4º posto                   | 5º posto               | 7º posto            | 13º posto           |
| 2                | Giovanni Truppi          | Tuo padre, mia madre, Lucia | 4º posto                                 | 11º posto                  | 7º posto               | 6º posto            | 11º posto           |
| 3                | Le Vibrazioni            | Tantissimo                  | 12º posto                                | 10º posto                  | 11º posto              | 12º posto           | 22º posto           |
| 4                | Emma                     | Ogni volta è così           | 3º posto                                 | 2º posto                   | 3º posto               | 2º posto            | 6º posto            |
| 5                | Matteo Romano            | Virale                      | 9º posto                                 | 7º posto                   | 10º posto              | 8º posto            | 17º posto           |
| 6                | Iva Zanicchi             | Voglio amarti               | 10º posto                                | 12º posto                  | 9º posto               | 10º posto           | 20º posto           |
| 7                | Ditonellapiaga e Rettore | Chimica                     | 2º posto                                 | 6º posto                   | 2º posto               | 3º posto            | 7º posto            |
| 8                | Elisa                    | O forse sei tu              | 1º posto                                 | 1º posto                   | 1º posto               | 1º posto            | 1º posto            |
| 9                | Fabrizio Moro            | Sei tu                      | 5º posto                                 | 5º posto                   | 5º posto               | 5º posto            | 10º posto           |
| 10               | Tananai                  | Sesso occasionale           | 13º posto                                | 13º posto                  | 13º posto              | 13º posto           | 24º posto           |
| 11               | Irama                    | Ovunque sarai               | 6º posto                                 | 3º posto                   | 4º posto               | 4º posto            | 9º posto            |
| 12               | AKA 7even                | Perfetta così               | 11º posto                                | 9º posto                   | 12º posto              | 11º posto           | 21º posto           |
| 13               | Highsnob e Hu            | Abbi cura di te             | 8º posto                                 | 8º posto                   | 8º posto               | 9º posto            | 18º posto           |

Co-conduttrice
- Lorena Cesarini

Ospiti
- Fiorello
- Checco Zalone: Almeno tu…, Poco ricco, Pandemia ora che vai via e Angela[52][53]
- Laura Pausini: Scatola, I Have a Dream[54][55] e annuncio della conduzione dell'Eurovision Song Contest 2022 con Alessandro Cattelan e Mika[56]
- Gaia Girace e Margherita Mazzucco: presentazione della terza stagione della fiction L'amica geniale - Storia di chi fugge e di chi resta[57]
- Orietta Berti e Fabio Rovazzi (in collegamento dalla Costa Toscana)[5]
- Ermal Meta: Un milione di cose da dirti (in collegamento dalla Costa Toscana)[58]
- Arisa e Malika Ayane: Fino all'alba interpretata da Arisa e Un po' più in là interpretata da Malika Ayane (lancio della votazione per l'inno ufficiale dei XXV Giochi olimpici invernali)[59]

Altre esibizioni
- Lorena Cesarini: monologo sul razzismo[60]

### Terza serata
Nel corso della terza serata si sono esibiti tutti i 25 artisti in gara. Le canzoni sono state votate dalla Demoscopica 1000 e dal pubblico a casa tramite televoto. I due distinti risultati percentualizzati hanno pesato entrambi per il 50% sulla graduatoria combinata della serata. La media tra le percentuali di voto della graduatoria della serata e quelle delle graduatorie delle serate precedenti ha generato una nuova classifica provvisoria, anch'essa comunicata in chiusura di serata.
| Ordine di uscita | Artista                               | Brano                       | Voti terza serata      | Voti terza serata | Voti terza serata | Voti terza serata  | Classifica generale |
| Ordine di uscita | Artista                               | Brano                       | Demoscopica 1000 (50%) | Televoto (50%)    | Televoto (50%)    | Media della serata | Posizione           |
| Ordine di uscita | Artista                               | Brano                       | Demoscopica 1000 (50%) | %                 | Posizione         | Media della serata | Posizione           |
| ---------------- | ------------------------------------- | --------------------------- | ---------------------- | ----------------- | ----------------- | ------------------ | ------------------- |
| 1                | Giusy Ferreri                         | Miele                       | 20º posto              | 0,78%             | 22º posto         | 23º posto          | 21º posto           |
| 2                | Highsnob e Hu                         | Abbi cura di te             | 21º posto              | 1,03%             | 19º posto         | 19º posto          | 20º posto           |
| 3                | Fabrizio Moro                         | Sei tu                      | 8º posto               | 4,34%             | 6º posto          | 7º posto           | 8º posto            |
| 4                | AKA 7even                             | Perfetta così               | 16º posto              | 3,50%             | 10º posto         | 10º posto          | 13º posto           |
| 5                | Massimo Ranieri                       | Lettera di là dal mare      | 11º posto              | 4,25%             | 7º posto          | 8º posto           | 7º posto            |
| 6                | Dargen D'Amico                        | Dove si balla               | 9º posto               | 3,06%             | 11º posto         | 11º posto          | 10º posto           |
| 7                | Irama                                 | Ovunque sarai               | 5º posto               | 8,49%             | 3º posto          | 4º posto           | 4º posto            |
| 8                | Ditonellapiaga e Rettore              | Chimica                     | 14º posto              | 2,07%             | 15º posto         | 13º posto          | 12º posto           |
| 9                | Michele Bravi                         | Inverno dei fiori           | 12º posto              | 4,16%             | 8º posto          | 9º posto           | 11º posto           |
| 10               | Rkomi                                 | Insuperabile                | 22º posto              | 2,38%             | 13º posto         | 15º posto          | 16º posto           |
| 11               | Mahmood e Blanco                      | Brividi                     | 2º posto               | 24,90%            | 1º posto          | 1º posto           | 1º posto            |
| 12               | Gianni Morandi                        | Apri tutte le porte         | 3º posto               | 9,60%             | 2º posto          | 2º posto           | 3º posto            |
| 13               | Tananai                               | Sesso occasionale           | 25º posto              | 0,56%             | 25º posto         | 25º posto          | 25º posto           |
| 14               | Elisa                                 | O forse sei tu              | 1º posto               | 8,48%             | 4º posto          | 3º posto           | 2º posto            |
| 15               | La Rappresentante di Lista            | Ciao ciao                   | 7º posto               | 2,64%             | 12º posto         | 12º posto          | 9º posto            |
| 16               | Iva Zanicchi                          | Voglio amarti               | 18º posto              | 1,52%             | 17º posto         | 18º posto          | 18º posto           |
| 17               | Achille Lauro con Harlem Gospel Choir | Domenica                    | 17º posto              | 2,16%             | 14º posto         | 14º posto          | 14º posto           |
| 18               | Matteo Romano                         | Virale                      | 13º posto              | 1,81%             | 16º posto         | 16º posto          | 17º posto           |
| 19               | Ana Mena                              | Duecentomila ore            | 24º posto              | 1,14%             | 18º posto         | 21º posto          | 24º posto           |
| 20               | Sangiovanni                           | Farfalle                    | 10º posto              | 5,81%             | 5º posto          | 5º posto           | 5º posto            |
| 21               | Emma                                  | Ogni volta è così           | 4º posto               | 4,06%             | 9º posto          | 6º posto           | 6º posto            |
| 22               | Yuman                                 | Ora e qui                   | 19º posto              | 0,75%             | 23º posto         | 22º posto          | 23º posto           |
| 23               | Le Vibrazioni                         | Tantissimo                  | 15º posto              | 0,57%             | 24º posto         | 20º posto          | 22º posto           |
| 24               | Giovanni Truppi                       | Tuo padre, mia madre, Lucia | 23º posto              | 0,96%             | 21º posto         | 24º posto          | 19º posto           |
| 25               | Noemi                                 | Ti amo non lo so dire       | 6º posto               | 0,98%             | 20º posto         | 17º posto          | 15º posto           |

Co-conduttrice
- Drusilla Foer

Ospiti
- Elisa Balsamo (dalla platea)[63]
- Cesare Cremonini: medley Nessuno vuole essere Robin / Marmellata #25 / Logico #1 / La nuova stella di Broadway / Poetica, La ragazza del futuro e 50 Special[64][65]
- Roberto Saviano: monologo in ricordo di Giovanni Falcone e Paolo Borsellino[66][67]
- Orietta Berti e Fabio Rovazzi (in collegamento dalla Costa Toscana)[5]
- Gaia: Cuore amaro (in collegamento dalla Costa Toscana)[68]
- Anna Valle: presentazione della fiction Lea, un nuovo giorno
- Martina Pigliapoco[69]

Altre esibizioni
- Orchestra del Festival diretta da Leonardo De Amicis: Grande, grande, grande[70]

- Drusilla Foer: monologo sullunicità, Guerra[71]

### Quarta serata
Nel corso della quarta serata si è svolto il Torneo delle cover, in cui i 25 artisti in gara hanno reinterpretato brani editi, sia italiani che stranieri, pubblicati tra gli anni sessanta e gli anni novanta, con la possibilità di essere accompagnati o meno da artisti ospiti italiani e/o stranieri. Le esibizioni sono state votate dal pubblico a casa tramite televoto (34%), dalla Demoscopica 1000 (33%) e dalla Giuria della Sala Stampa (33%). I tre distinti risultati percentualizzati hanno dato luogo alla classifica della serata, della quale però sono state rivelate solo le prime tre posizioni. La canzone più votata è stata proclamata vincitrice del Torneo delle cover.
Inoltre, la media ponderata tra le percentuali di voto della graduatoria combinata della serata e quelle della classifica congiunta delle prime tre serate ha generato una nuova classifica provvisoria dei Campioni, la quale è stata comunicata al termine della serata.
- Vincitore
- Secondo classificato
- Terzo classificato

| Ordine di uscita | Artista                    | Ospite/i                                   | Brano (Artista originale - Anno)                                 | Voti quarta serata | Voti quarta serata | Voti quarta serata     | Voti quarta serata | Voti quarta serata | Classifica generale |
| Ordine di uscita | Artista                    | Ospite/i                                   | Brano (Artista originale - Anno)                                 | Televoto (34%)     | Televoto (34%)     | Demoscopica 1000 (33%) | Sala Stampa (33%)  | Media della serata | Posizione           |
| Ordine di uscita | Artista                    | Ospite/i                                   | Brano (Artista originale - Anno)                                 | %                  | Posizione          | Demoscopica 1000 (33%) | Sala Stampa (33%)  | Media della serata | Posizione           |
| ---------------- | -------------------------- | ------------------------------------------ | ---------------------------------------------------------------- | ------------------ | ------------------ | ---------------------- | ------------------ | ------------------ | ------------------- |
| 1                | Noemi                      | –                                          | (You Make Me Feel Like) A Natural Woman (Aretha Franklin - 1967) | 2,01%              | 15º posto          | 6º posto               | 8º posto           | 11º posto          | 15º posto           |
| 2                | Giovanni Truppi            | Vinicio Capossela con Mauro Pagani         | Nella mia ora di libertà (Fabrizio De André - 1973)              | 2,66%              | 11º posto          | 23º posto              | 11º posto          | 15º posto          | 18º posto           |
| 3                | Yuman                      | Rita Marcotulli                            | My Way (Frank Sinatra - 1969)                                    | 1,43%              | 18º posto          | 20º posto              | 21º posto          | 20º posto          | 21º posto           |
| 4                | Le Vibrazioni              | Sophie and the Giants con Peppe Vessicchio | Live and Let Die (Paul McCartney - 1973)                         | 0,89%              | 22º posto          | 15º posto              | 14º posto          | 18º posto          | 20º posto           |
| 5                | Sangiovanni                | Fiorella Mannoia                           | A muso duro (Pierangelo Bertoli - 1979)                          | 8,75%              | 4º posto           | 11º posto              | 13º posto          | 4º posto           | 5º posto            |
| 6                | Emma                       | Francesca Michielin                        | ...Baby One More Time (Britney Spears - 1998)                    | 6,37%              | 5º posto           | 5º posto               | 7º posto           | 5º posto           | 6º posto            |
| 7                | Gianni Morandi             | Jovanotti                                  | Medley                                                           | 19,18%             | 1º posto           | 2º posto               | 2º posto           | 1º posto           | 2º posto            |
| 8                | Elisa                      | Elena D'Amario                             | What a Feeling (Irene Cara - 1983)                               | 10,32%             | 3º posto           | 1º posto               | 1º posto           | 3º posto           | 3º posto            |
| 9                | Achille Lauro              | Loredana Bertè                             | Sei bellissima (Loredana Bertè - 1975)                           | 4,68%              | 7º posto           | 8º posto               | 5º posto           | 6º posto           | 11º posto           |
| 10               | Matteo Romano              | Malika Ayane                               | Your Song (Elton John - 1970)                                    | 4,22%              | 8º posto           | 4º posto               | 9º posto           | 7º posto           | 12º posto           |
| 11               | Irama                      | Gianluca Grignani                          | La mia storia tra le dita (Gianluca Grignani - 1994)             | 5,28%              | 6º posto           | 12º posto              | 18º posto          | 8º posto           | 4º posto            |
| 12               | Ditonellapiaga e Rettore   | –                                          | Nessuno mi può giudicare (Caterina Caselli - 1966)               | 1,07%              | 21º posto          | 16º posto              | 19º posto          | 19º posto          | 16º posto           |
| 13               | Iva Zanicchi               | –                                          | Canzone (Milva - 1968)                                           | 1,93%              | 16º posto          | 14º posto              | 12º posto          | 16º posto          | 17º posto           |
| 14               | Ana Mena                   | Rocco Hunt                                 | Medley                                                           | 1,70%              | 17º posto          | 19º posto              | 24º posto          | 21º posto          | 24º posto           |
| 15               | La Rappresentante di Lista | Cosmo, Margherita Vicario e Ginevra        | Be My Baby (The Ronettes - 1963)                                 | 2,49%              | 12º posto          | 10º posto              | 3º posto           | 9º posto           | 7º posto            |
| 16               | Massimo Ranieri            | Nek                                        | Anna verrà (Pino Daniele - 1989)                                 | 2,30%              | 13º posto          | 13º posto              | 6º posto           | 12º posto          | 8º posto            |
| 17               | Michele Bravi              | –                                          | Io vorrei... non vorrei... ma se vuoi (Lucio Battisti - 1972)    | 2,81%              | 9º posto           | 21º posto              | 17º posto          | 14º posto          | 10º posto           |
| 18               | Mahmood e Blanco           | –                                          | Il cielo in una stanza (Gino Paoli - 1960)                       | 13,33%             | 2º posto           | 3º posto               | 4º posto           | 2º posto           | 1º posto            |
| 19               | Rkomi                      | Calibro 35                                 | Medley Vasco '80                                                 | 1,18%              | 20º posto          | 25º posto              | 23º posto          | 24º posto          | 19º posto           |
| 20               | AKA 7even                  | Arisa                                      | Cambiare (Alex Baroni - 1997)                                    | 2,67%              | 10º posto          | 7º posto               | 10º posto          | 10º posto          | 14º posto           |
| 21               | Highsnob e Hu              | Mr. Rain                                   | Mi sono innamorato di te (Luigi Tenco - 1962)                    | 0,55%              | 23º posto          | 22º posto              | 20º posto          | 22º posto          | 22º posto           |
| 22               | Dargen D'Amico             | –                                          | La bambola (Patty Pravo - 1968)                                  | 1,26%              | 19º posto          | 18º posto              | 14º posto          | 17º posto          | 13º posto           |
| 23               | Giusy Ferreri              | Andy dei Bluvertigo                        | Io vivrò (senza te) (Lucio Battisti - 1968)                      | 0,37%              | 24º posto          | 17º posto              | 22º posto          | 23º posto          | 23º posto           |
| 24               | Fabrizio Moro              | –                                          | Uomini soli (Pooh - 1990)                                        | 2,22%              | 14º posto          | 9º posto               | 16º posto          | 13º posto          | 9º posto            |
| 25               | Tananai                    | Rosa Chemical                              | A far l'amore comincia tu (Raffaella Carrà - 1976)               | 0,35%              | 25º posto          | 24º posto              | 25º posto          | 25º posto          | 25º posto           |

Co-conduttrice
- Maria Chiara Giannetta

Ospiti
- Giorgio Moroder (videomessaggio)
- Maurizio Lastrico[78]
- Jovanotti: lettura di Bello mondo (poesia di Mariangela Gualtieri) e Che sarà[79]
- Orietta Berti e Fabio Rovazzi (in collegamento dalla Costa Toscana)[5]
- Pinguini Tattici Nucleari: Ringo Starr (in collegamento dalla Costa Toscana)
- Lino Guanciale: A Hard Day’s Night e presentazione delle fiction Noi e Sopravvissuti
- DJ Massimo Alberti: Medley ‘60, ‘70, ‘80 e ‘90
- Marco Liorni (dalla platea)

Altre esibizioni
- Maria Chiara Giannetta: sketch comico con Maurizio Lastrico,[78] monologo sulla cecità[80]

### Quinta serata - Finale
All'inizio della quinta serata si sono esibiti tutti i 25 artisti in gara, le cui canzoni sono state votate solo dal pubblico a casa tramite il televoto. La media tra le percentuali di voto della graduatoria della serata e quelle delle graduatorie delle serate precedenti ha generato la classifica definitiva.
Gli artisti alle prime tre posizioni della graduatoria combinata sono stati ammessi alla seconda fase della finale, durante la quale si è proceduto ad un'ulteriore votazione azzerando il punteggio precedentemente acquisito. Le canzoni sono state votate dal pubblico a casa tramite il televoto (34%), dalla Demoscopica 1000 (33%) e dalla Giuria della Sala Stampa (33%). La canzone più votata è stata proclamata vincitrice. Infine, sono stati assegnati il Premio della Critica "Mia Martini", il  Premio della Sala Stampa Radio-TV-Web "Lucio Dalla", il Premio "Sergio Bardotti" per il miglior testo e il Premio "Giancarlo Bigazzi" alla miglior composizione musicale.

#### Finale - 1ª parte
Ammesso alla finale a tre
| Ordine di uscita | Artista                               | Brano                       | Voti quinta serata | Voti quinta serata | Media totale |
| Ordine di uscita | Artista                               | Brano                       | Televoto           | Televoto           | Media totale |
| Ordine di uscita | Artista                               | Brano                       | %                  | Posizione          | Media totale |
| ---------------- | ------------------------------------- | --------------------------- | ------------------ | ------------------ | ------------ |
| 1                | Matteo Romano                         | Virale                      | 3,43%              | 10º posto          | 11º posto    |
| 2                | Giusy Ferreri                         | Miele                       | 0,43%              | 24º posto          | 23º posto    |
| 3                | Rkomi                                 | Insuperabile                | 1,62%              | 15º posto          | 17º posto    |
| 4                | Iva Zanicchi                          | Voglio amarti               | 1,18%              | 18º posto          | 18º posto    |
| 5                | AKA 7even                             | Perfetta così               | 2,15%              | 13º posto          | 13º posto    |
| 6                | Massimo Ranieri                       | Lettera di là dal mare      | 3,45%              | 9º posto           | 8º posto     |
| 7                | Noemi                                 | Ti amo non lo so dire       | 1,25%              | 16º posto          | 15º posto    |
| 8                | Fabrizio Moro                         | Sei tu                      | 2,55%              | 12º posto          | 12º posto    |
| 9                | Dargen D'Amico                        | Dove si balla               | 3,72%              | 7º posto           | 9º posto     |
| 10               | Elisa                                 | O forse sei tu              | 10,69%             | 4º posto           | 3º posto     |
| 11               | Irama                                 | Ovunque sarai               | 12,04%             | 3º posto           | 4º posto     |
| 12               | Michele Bravi                         | Inverno dei fiori           | 3,11%              | 11º posto          | 10º posto    |
| 13               | La Rappresentante di Lista            | Ciao ciao                   | 3,99%              | 6º posto           | 7º posto     |
| 14               | Emma                                  | Ogni volta è così           | 3,70%              | 8º posto           | 6º posto     |
| 15               | Mahmood e Blanco                      | Brividi                     | 21,18%             | 1º posto           | 1º posto     |
| 16               | Highsnob e Hu                         | Abbi cura di te             | 0,77%              | 21º posto          | 20º posto    |
| 17               | Sangiovanni                           | Farfalle                    | 5,88%              | 5º posto           | 5º posto     |
| 18               | Gianni Morandi                        | Apri tutte le porte         | 12,65%             | 2º posto           | 2º posto     |
| 19               | Ditonellapiaga e Rettore              | Chimica                     | 1,19%              | 17º posto          | 16º posto    |
| 20               | Yuman                                 | Ora e qui                   | 0,66%              | 22º posto          | 21º posto    |
| 21               | Achille Lauro con Harlem Gospel Choir | Domenica                    | 1,73%              | 14º posto          | 14º posto    |
| 22               | Ana Mena                              | Duecentomila ore            | 0,89%              | 19º posto          | 24º posto    |
| 23               | Tananai                               | Sesso occasionale           | 0,48%              | 23º posto          | 25º posto    |
| 24               | Giovanni Truppi                       | Tuo padre, mia madre, Lucia | 0,83%              | 20º posto          | 19º posto    |
| 25               | Le Vibrazioni                         | Tantissimo                  | 0,41%              | 25º posto          | 22º posto    |

#### Finale - 2ª parte
- Vincitore
- Secondo classificato
- Terzo classificato

| Ordine di uscita | Artista          | Brano               | Televoto (34%) | Televoto (34%) | Demoscopica 1000 (33%) | Sala Stampa (33%) | Totale | Posizione |
| Ordine di uscita | Artista          | Brano               | %              | Posizione      | Demoscopica 1000 (33%) | Sala Stampa (33%) | Totale | Posizione |
| ---------------- | ---------------- | ------------------- | -------------- | -------------- | ---------------------- | ----------------- | ------ | --------- |
| 1                | Elisa            | O forse sei tu      | 21,95%         | 3º posto       | 2º posto               | 2º posto          | 26,33% | 2º posto  |
| 2                | Gianni Morandi   | Apri tutte le porte | 23,79%         | 2º posto       | 3º posto               | 3º posto          | 21,90% | 3º posto  |
| 3                | Mahmood e Blanco | Brividi             | 54,26%         | 1º posto       | 1º posto               | 1º posto          | 51,77% | 1º posto  |

Co-conduttrice
- Sabrina Ferilli

Ospiti
- Banda musicale della Guardia di Finanza: Il Canto degli Italiani[86]
- Mara Venier (dalla platea)
- Farfalle Azzurre: esibizione della Nazionale di ginnastica ritmica dell'Italia sulle note di Upside Down[87]
- Filippo Scotti: monologo sugli hater (con Marco Mengoni)[88]
- Marco Mengoni: L'essenziale e Mi fiderò[89][90]
- Orietta Berti e Fabio Rovazzi: Che cosa c’è, Parole parole, Luna piena interpretata da Orietta Berti e Senza pensieri interpretata da Fabio Rovazzi con Amadeus (parte originale di J-Ax) e il coro (parte originale di Loredana Bertè)[5]
- Cast del musical Ballo, Ballo: esibizione sulle note di Ballo ballo, Tanti auguri, Rumore, Fiesta e Io non vivo senza te e presentazione del tour mondiale[91]
- Sergio Japino (dalla platea)[91]

Altre esibizioni
- Orchestra del Festival diretta da Leonardo De Amicis: Felicità (omaggio a Lucio Dalla)[92]

## Premi
- Vincitore 72º Festival di Sanremo: Mahmood e Blanco con Brividi[13]
- Rappresentante designato dell'Italia all'Eurovision Song Contest 2022: Mahmood e Blanco con Brividi[15]
- Podio - secondo classificato 72º Festival di Sanremo: Elisa con O forse sei tu[13]
- Podio - terzo classificato 72º Festival di Sanremo: Gianni Morandi con Apri tutte le porte[13]
- Premio della Critica "Mia Martini": Massimo Ranieri con Lettera di là dal mare[14]
- Premio della Sala Stampa Radio-TV-Web "Lucio Dalla": Gianni Morandi con Apri tutte le porte[82]
- Premio "Sergio Bardotti" per il miglior testo: Fabrizio Moro con Sei tu[83]
- Premio "Giancarlo Bigazzi" alla miglior composizione musicale: Elisa con O forse sei tu[84]
- Premio "Enzo Jannacci" alla migliore interpretazione - NUOVOIMAIE: Yuman con Ora e qui[93]
- Premio Lunezia per il valore musical-letterario del brano: Giovanni Truppi con Tuo padre, mia madre, Lucia[94]
- Premio Miglior cover: Gianni Morandi (e Jovanotti) con il medley Occhi di ragazza / Un mondo d’amore / Ragazzo fortunato / Penso positivo
- Premio SoundiesAwards al miglior videoclip: Matteo Romano con Virale[95]

### Altri premi
- Premio alla carriera "Città di Sanremo": Amadeus[96]

## Orchestra
La Sanremo Festival Orchestra è stata diretta dal maestro Leonardo de Amicis. Durante le esibizioni dei cantanti era diretta da:
- Marco Attura per Le Vibrazioni (solo quarta serata)[97]
- Simone Bertolotti per Le Vibrazioni
- Claudio Junior Bielli per Fabrizio Moro
- Gregorio Calculli per Achille Lauro con Harlem Gospel Choir
- Enzo Campagnoli per Dargen D'Amico e Michele Bravi[98]
- Valeriano Chiaravalle per Matteo Romano e Yuman
- Luca Faraone per Rkomi
- Fabio Gurian per Tananai, Ditonellapiaga e Rettore[99]
- Will Medini per Elisa
- Enrico Melozzi per Highsnob e Hu, Ana Mena e Giusy Ferreri[100]
- Michelangelo per Mahmood e Blanco (solo quarta serata)[101]
- Francesca Michielin per Emma[102]
- Danilo Minotti per Iva Zanicchi
- Mousse T. per Gianni Morandi[103]
- Stefano Nanni per Giovanni Truppi
- Giulio Nenna per Irama
- Carmelo Patti per Mahmood e Blanco, Sangiovanni, AKA 7even, La Rappresentante di Lista e Emma (solo quarta serata)[104]
- Adriano Pennino per Massimo Ranieri
- Andrea Rodini per Noemi[105]
- Peppe Vessicchio per Le Vibrazioni (solo serata finale)

## Regia
Per il terzo anno consecutivo la regia dell'evento è stata affidata a Stefano Vicario, il quale è alla sua settima esperienza sanremese dopo quelle del 2004, 2005, 2009, 2012, 2020 e 2021. Vicario, che ha affermato di voler realizzare una regia "flessibile e opportunista", ha avuto a disposizione un totale di 12 camere. Tra le innovazioni tecnologiche di questa edizione vi è la presenza di un carrello in grado di muoversi in uno spazio di 40 metri, utilizzato per dare risalto al pubblico in sala ritornato all'Ariston dopo l'edizione precedente svoltasi senza spettatori. Sono state inoltre sperimentate alcune riprese realizzate da “dentro” l’orchestra, un luogo finora sempre impenetrabile, rese possibili dal distanziamento tra gli orchestrali. Vi è infine il ritorno della doppia camera sulla steadicam, tecnica già adoperata nel 2021.

## Scenografia
La scenografia è stata curata per la ventesima volta da Gaetano Castelli, la seconda consecutiva (l'ottava in totale) insieme alla figlia Maria Chiara. A detta degli scenografi, la scenografia di quest'edizione rappresenta un ritorno al classico e si ispira alle scenografie dei varietà del passato. Rispetto all'edizione precedente, l'impianto scenico recupera le forme curve e torna alle normali dimensioni, in occasione del ritorno del pubblico in teatro. Il golfo mistico è stato mantenuto quasi invariato per garantire il distanziamento interpersonale tra i componenti dell'orchestra. Il fondale, invece, è caratterizzato da una serie di archi laterali, realizzati con materiali tridimensionali forati e illuminati ai bordi, sei semiellissi rivestite da ledwall e tre ellissi rivestite di luci e motorizzate con grandezza variabile di sei e nove metri. La scalinata è stata mantenuta nella posizione originaria, mentre davanti al boccascena ha fatto la sua comparsa un sipario semitrasparente sul quale all'occorrenza sono state proiettate immagini.

## Giurie

### Giuria della Sala Stampa
La Giuria della Sala Stampa (Giuria della Sala Stampa, Tv, Radio e Web) da 150 rappresentanti dei media accreditati al Festival.
La Sala Stampa ha votato nella prima e seconda serata con un peso del 100% e nella quarta serata e nella seconda parte della finale con un peso del 33% sulla classifica combinata assieme al televoto (34%) e alla Demoscopica 1000 (33%). Solo in occasione delle prime due serate, la Giuria della Sala Stampa ha effettuato la propria votazione dividendosi in 3 componenti di voto autonome:
- Giuria della carta stampata e TV, composta da rappresentanti della carta stampata e televisioni;
- Giuria delle radio, composta da rappresentanti delle radio;
- Giuria del web, composta da rappresentanti del web.

Ogni giurato ha espresso le proprie preferenze attraverso un'apposita app secondo le seguenti regole:
- 1a, 2ª e 4ª serata: attribuzione a ogni artista di un voto compreso tra 1 e 10;
- Finale, 2ª parte: una preferenza singola, ossia da attribuire a un solo artista.

#### Sala Stampa Ariston Roof
La Sala Stampa Ariston Roof, solitamente situata all'interno del Teatro Ariston, è stata eccezionalmente ospitata presso il Casinò di Sanremo a causa delle misure di contenimento e prevenzione di contagio da COVID-19. Essa riunisce i rappresentanti delle testate accreditate fra agenzie giornalistiche, quotidiani, periodici, web, giornali radio, tg e rubriche televisive, nonché testate giornalistiche e emittenti radiotelevisive straniere. A maggioranza dei votanti ha attribuito il Premio della Critica "Mia Martini".

#### Sala stampa Radio-TV-Web "Lucio Dalla"
La Sala stampa Radio-TV-Web "Lucio Dalla", solitamente situata presso il Palafiori di Sanremo, è stata eccezionalmente ospitata presso il Casinò di Sanremo a causa delle misure di contenimento e prevenzione di contagio da COVID-19. Essa riunisce i rappresentanti delle principali emittenti radiofoniche e televisive private, come giornalisti, conduttori e tecnici. A maggioranza dei votanti ha attribuito il  Premio della Sala Stampa Radio-TV-Web "Lucio Dalla".

### Demoscopica 1000
La Giuria Demoscopica, ribattezzata "Demoscopica 1000", è una giuria formata da mille componenti, individuati sulla base di specifici e moderni criteri di selezione, che hanno votato da remoto attraverso un’applicazione ad essi dedicata e realizzata per l’occasione.
La Demoscopica 1000 ha votato nella terza serata con un peso del 50% sulla classifica combinata assieme al televoto (50%) e nella quarta serata e nella seconda parte della finale con un peso del 33% sulla classifica combinata assieme al televoto (34%) e alla Giuria della Sala Stampa (33%). Ogni giurato ha espresso le proprie preferenze secondo le seguenti regole:
- 3ª e 4ª serata: attribuzione a ogni artista di un voto compreso tra 1 e 10.
- Finale, 2ª parte: una preferenza singola, ossia da attribuire a un solo artista.

### Televoto
È il mezzo attraverso cui il pubblico da casa ha potuto esprimere le sue preferenze.
Il televoto ha avuto un peso del 50% assieme alla Demoscopica 1000 (50%) sulla classifica combinata della terza serata, un peso del 100% sulla prima parte della finale e un peso del 34% sulla classifica combinata della quarta serata e della seconda parte della finale assieme all Giuria della Sala Stampa (33%) e alla Demoscopica 1000 (33%).

### Orchestra del Festival
A maggioranza dei votanti la Sanremo Festival Orchestra ha attribuito il Premio "Giancarlo Bigazzi" alla miglior composizione musicale.

### Commissione musicale
La commissione musicale ha avuto il compito di selezionare i brani finalisti delle Nuove proposte ed ha contribuito alla scelta finale di questi ultimi nel corso della diretta di Sanremo Giovani 2020. Inoltre, ha attribuito il Premio "Sergio Bardotti" per il miglior testo.

### Ex aequo
Il regolamento ha predisposto le soluzioni per i casi di ex aequo dopo quattro cifre decimali nei risultati complessivi delle sessioni di voto con sistema misto.
- 4a serata: in caso di ex aequo, si fa riferimento alla graduatoria del televoto; in caso di ulteriore ex aequo, si fa riferimento alla graduatoria della Giuria della Sala Stampa Tv, Radio e Web; in caso di ulteriore ex aequo, si fa riferimento alla graduatoria della Demoscopica 1000;
- Finale, 1ª parte: in caso di ex aequo, si fa riferimento alla classifica generale della quarta serata; in caso di ulteriore ex aequo, si fa riferimento alla classifica generale della terza serata; in caso di ulteriore ex aequo, si fa riferimento alla classifica generale congiunta stilata alla fine della seconda serata; in caso di ulteriore ex aequo si fa riferimento alla preferenza della Commissione Musicale presente sul posto;
- Finale, 2ª parte: in caso di ex aequo, si fa riferimento alla graduatoria del televoto; in caso di ulteriore ex aequo, si fa riferimento alla graduatoria della Giuria della Sala Stampa Tv, Radio e Web; in caso di ulteriore ex aequo, si fa riferimento alla graduatoria della Demoscopica 1000.

## PrimaFestival
Come per le precedenti edizioni, anche nel 2022 la trasmissione dell'evento è stata preceduta dalla finestra del PrimaFestival, incentrata su indiscrezioni sulle canzoni in gara, sugli artisti e sugli ospiti del Festival. La trasmissione è andata in onda dal 29 gennaio al 5 febbraio 2022 con la conduzione di Roberta Capua, Paola Di Benedetto e Ciro Priello.

## Accessibilità
Grazie all'impegno di Rai Pubblica Utilità, anche questa edizione è stata resa pienamente accessibile a persone con disabilità sensoriale. Per tutte e cinque le serate sono stati resi disponibili i seguenti servizi:
- Sottotitolazione in tempo reale per le persone con disabilità uditive a pagina 777 di Televideo;
- Audiodescrizione per le persone con disabilità visive sulla seconda traccia audio di Rai 1 e in streaming su RaiPlay;
- Sanremo 2022 accessibile per le persone sorde segnanti, sottotitolato sul canale dedicato di RaiPlay in contemporanea con la trasmissione del Festival.[110]

I performer sono stati dieci, sei donne e quattro uomini, di cui tre sordi.
- Gloria Antognozzi[113]
- Concetta Ciocia[111]
- Lucia Daniele
- Laura Di Gioia
- Valentina Di Leva[113]
- Andrea Falanga[111]
- Claudia Falanga
- Fabio Giuranna[114]
- Nicola Noro
- Zena Vanacore

## Ascolti

### Festival di Sanremo 2022
Risultati di ascolto delle varie serate, secondo rilevazioni Auditel.
| Serata             | Messa in onda      | I parte        | I parte | II parte       | II parte | Media ponderata | Media ponderata |
| Serata             | Messa in onda      | Telespettatori | Share   | Telespettatori | Share    | Telespettatori  | Share           |
| ------------------ | ------------------ | -------------- | ------- | -------------- | -------- | --------------- | --------------- |
| I                  | 1º febbraio 2022   | 13805000       | 54,51%  | 6412000        | 55,42%   | 10911000        | 54,70%          |
| II                 | 2 febbraio 2022    | 13572000       | 55,27%  | 7307000        | 57,41%   | 11320000        | 55,80%          |
| III                | 3 febbraio 2022    | 12849000       | 53,20%  | 5475000        | 56,67%   | 9360000         | 54,10%          |
| IV                 | 4 febbraio 2022    | 14731000       | 59,18%  | 7517000        | 63,54%   | 11378000        | 60,50%          |
| Finale             | 5 febbraio 2022    | 15660000       | 62,05%  | 10153000       | 72,09%   | 13380000        | 64,90%          |
| Media delle serate | Media delle serate | 14123000       | 56,84%  | 7373000        | 61,03%   | 11270000        | 58,00%          |

Il picco di ascolto assoluto della puntata finale è stato di 16984000 telespettatori, registrato alle 22:38 durante l'esibizione delle Farfalle Azzurre, mentre il picco di share è stato dell'81,15% alle 01:47 durante la proclamazione della canzone vincitrice.

### PrimaFestival
| Puntata | Messa in onda    | Ascolti        | Ascolti |
| Puntata | Messa in onda    | Telespettatori | Share   |
| ------- | ---------------- | -------------- | ------- |
| 1       | 29 gennaio 2022  | 2 525 000      | 10,30%  |
| 2       | 30 gennaio 2022  | 4 619 000      | 18,80%  |
| 3       | 31 gennaio 2022  | 4 749 000      | 18,90%  |
| 4       | 1º febbraio 2022 | 8 891 000      | 34,19%  |
| 5       | 2 febbraio 2022  | 8 426 000      | 33,27%  |
| 6       | 3 febbraio 2022  | 8 353 000      | 33,33%  |
| 7       | 4 febbraio 2022  | 8 789 000      | 34,47%  |
| 8       | 5 febbraio 2022  | 9 800 000      | 40,35%  |
| Media   | Media            | 7 019 000      | 27,88%  |

## Trasmissione dell'evento
| Area                     | Rete                |
| ------------------------ | ------------------- |
| Italia                   | Rai 1               |
| Italia                   | Rai Radio 2         |
| Italia                   | RaiPlay             |
| Italia (resto del mondo) | Rai Italia          |
| Italia (resto del mondo) | RaiPlay             |
| Unione europea           | Eurovisione         |
| Albania                  | RTSH Muzikë, RTSH 1 |
| Montenegro               | TVCG 2              |
| Regno Unito              | GlitterBeam Radio   |
| Spagna                   | RTVE Play           |

## Classifiche

### Singoli
| Artista                               | Singolo                     | Italia | Italia (Certificazioni vendite FIMI) | Vendite  | Svizzera |
| ------------------------------------- | --------------------------- | ------ | ------------------------------------ | -------- | -------- |
| Mahmood e Blanco                      | Brividi                     | 1      | Platino (8)                          | 800 000+ | 1        |
| Sangiovanni                           | Farfalle                    | 2      | Platino (6)                          | 600 000+ | 24       |
| Irama                                 | Ovunque sarai               | 2      | Platino (4)                          | 400 000+ | 11       |
| Dargen D'Amico                        | Dove si balla               | 3      | Platino (7)                          | 700 000+ | 70       |
| La Rappresentante di Lista            | Ciao ciao                   | 3      | Platino (4)                          | 400 000+ | 44       |
| Elisa                                 | O forse sei tu              | 4      | Platino (2)                          | 200 000+ | 37       |
| Rkomi                                 | Insuperabile                | 6      | Platino (3)                          | 300 000+ | —        |
| Tananai                               | Sesso occasionale           | 8      | Platino (3)                          | 300 000+ | —        |
| Gianni Morandi                        | Apri tutte le porte         | 8      | Platino                              | 100 000+ | —        |
| Ditonellapiaga e Rettore              | Chimica                     | 9      | Platino                              | 100 000+ | —        |
| Matteo Romano                         | Virale                      | 10     | Platino                              | 100 000+ | —        |
| Achille Lauro con Harlem Gospel Choir | Domenica                    | 10     | Platino                              | 100 000+ | —        |
| Noemi                                 | Ti amo non lo so dire       | 11     | Platino                              | 100 000+ | —        |
| Emma                                  | Ogni volta è così           | 13     | Platino                              | 100 000+ | 96       |
| Michele Bravi                         | Inverno dei fiori           | 14     | Oro                                  | 50 000+  | —        |
| AKA 7even                             | Perfetta così               | 15     | Platino                              | 100 000+ | —        |
| Ana Mena                              | Duecentomila ore            | 18     | Oro                                  | 50 000+  | —        |
| Fabrizio Moro                         | Sei tu                      | 20     | Oro                                  | 50 000+  | —        |
| Highsnob e Hu                         | Abbi cura di te             | 21     | Oro                                  | 50 000+  | —        |
| Giusy Ferreri                         | Miele                       | 23     | —                                    | —        | —        |
| Le Vibrazioni                         | Tantissimo                  | 30     | —                                    | —        | —        |
| Massimo Ranieri                       | Lettera di là dal mare      | 36     | —                                    | —        | —        |
| Yuman                                 | Ora e qui                   | 38     | —                                    | —        | —        |
| Giovanni Truppi                       | Tuo padre, mia madre, Lucia | 41     | —                                    | —        | —        |
| Iva Zanicchi                          | Voglio amarti               | 51     | —                                    | —        | —        |

Tra i brani sanremesi due stabiliscono il record di stream raccolti in 24 ore in territorio italiano su Spotify: Brividi diviene il brano più riprodotto in assoluto, O forse sei tu diviene il brano più riprodotto di un'artista donna.
Inoltre 7 brani entrano nella classifica settimanale "Billboard Global Excl. U.S." stilata da Billboard che considera i 200 pezzi più ascoltati in streaming e venduti in digitale al mondo, esclusi gli Stati Uniti: Brividi alla posizione 7, Ovunque sarai alla 56, Ciao ciao alla 77, O forse sei tu alla 103, Farfalle alla 112, Dove si balla alla 126 e Insuperabile alla 149.

### Album
| Artista                    | Album                                 | Italia | Italia (Certificazioni vendite FIMI) | Vendite  |
| -------------------------- | ------------------------------------- | ------ | ------------------------------------ | -------- |
| Rkomi                      | Taxi Driver +                         | 1      | Platino (8)                          | 400.000+ |
| Irama                      | Il giorno in cui ho smesso di pensare | 1      | Platino (4)                          | 200.000+ |
| Elisa                      | Ritorno al futuro/Back to the Future  | 1      | Platino                              | 50.000+  |
| Achille Lauro              | Lauro - Achille Idol Superstar        | 1      | Platino                              | 50.000+  |
| Sangiovanni                | Cadere volare                         | 2      | Platino                              | 50.000+  |
| Tananai                    | Rave, eclissi                         | 3      | Platino (3)                          | 150.000+ |
| Dargen D'Amico             | Nei sogni nessuno è monogamo          | 7      | Oro                                  | 25.000+  |
| Rettore                    | Insistentemente Rettore!              | 9      | —                                    | —        |
| La Rappresentante di Lista | My Mamma Ciao Ciao Edition            | 16     | Oro                                  | 25.000+  |
| Ditonellapiaga             | Camouflage                            | 21     | —                                    | —        |
| Giusy Ferreri              | Cortometraggi                         | 25     | —                                    | —        |
| Giovanni Truppi            | Tutto l'universo                      | 58     | —                                    | —        |
| Hu                         | Numeri primi                          | 62     | —                                    | —        |
| Yuman                      | Qui                                   | —      | —                                    | —        |
| Iva Zanicchi               | Gargana                               | —      | —                                    | —        |
| AA.VV.                     | Sanremo Compilation 2022              | —      | —                                    | —        |

## Commissione musicale
Come è già accaduto durante le edizioni precedenti, la commissione musicale si occupa della selezione dei partecipanti di Sanremo Giovani 2021. I membri di tale commissione sono:
- Amadeus
- Gianmarco Mazzi
- Lucio Presta
- Claudio Fasulo
- Massimo Martelli
- Leonardo De Amicis

## Curiosità
- Con i suoi 18 anni, 11 mesi e 26 giorni al momento del trionfo, Blanco è l'artista maschile più giovane ad avere vinto Sanremo.[141]
- Grazie a questa seconda vittoria, Mahmood diventa il tredicesimo plurivincitore del Festival di Sanremo (escludendo i trionfi tra le Nuove Proposte).
  - Prima di Mahmood, l'ultima vittoria di un artista che aveva già trionfato al Festival (escludendo la sezione cadetta) è quella dei Matia Bazar con Messaggio d'amore nel 2002 (il gruppo aveva già vinto nel 1978 con ...e dirsi ciao).
  - Mahmood è il primo artista a vincere il Festival di Sanremo nel XXI secolo più di una volta.
- Iva Zanicchi è attualmente l'artista che è tornata al Festival di Sanremo a maggiore distanza dal suo debutto; fra l'esordio avvenuto nel 1965 e la partecipazione in questione intercorrono ben 57 anni.

## Eurovision Song Contest

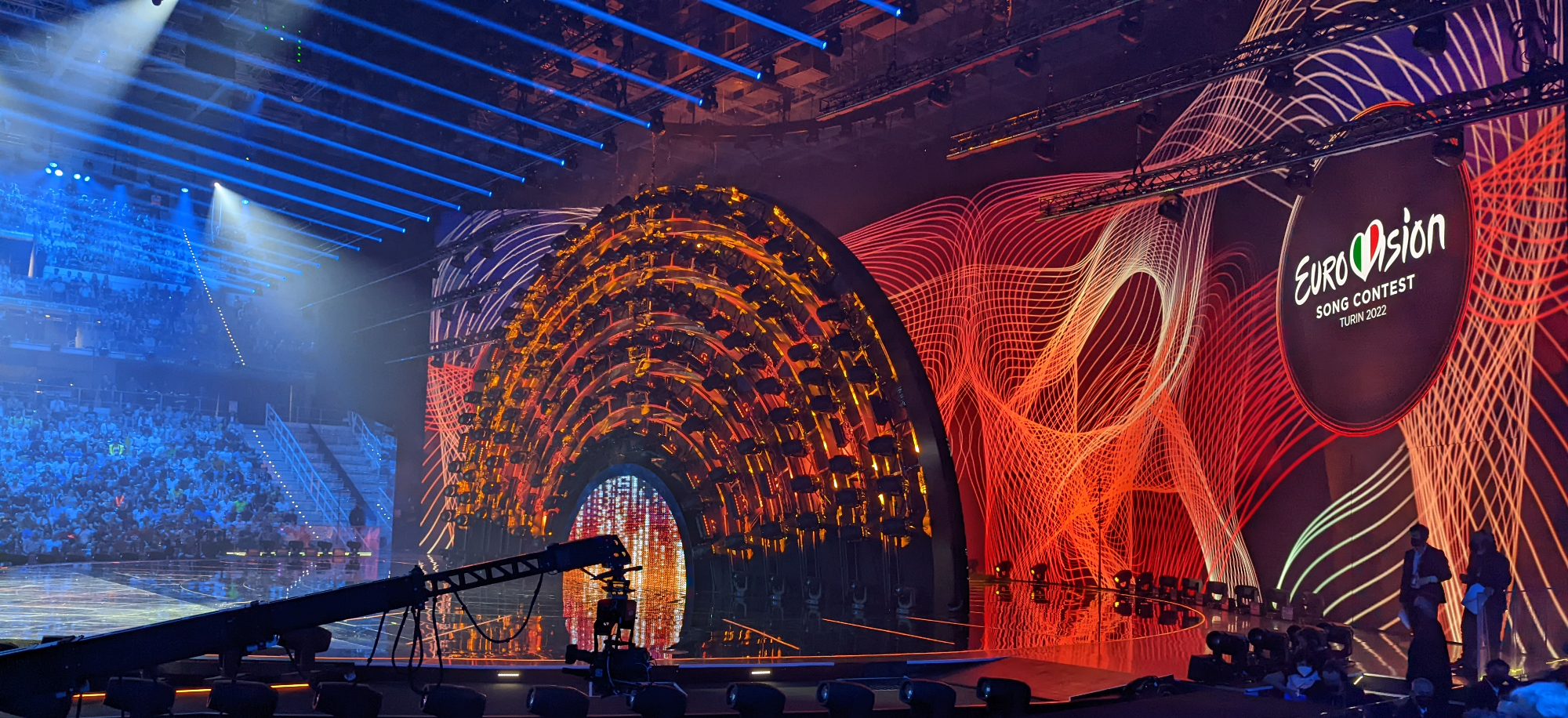
Il palco dell'Eurovision Song Contest 2022.

Come da regolamento, al vincitore della sezione Campioni del Festival è stata offerta la possibilità di rappresentare l'Italia all'Eurovision Song Contest. Il 6 febbraio 2022, in occasione della consueta conferenza stampa dei vincitori tenutasi il giorno dopo la finale, Mahmood e Blanco hanno ufficialmente comunicato di voler prendere parte all'Eurovision Song Contest 2022.  I due artisti hanno scelto di partecipare con una versione ridotta e leggermente modificata di Brividi pubblicata l'8 aprile. Poiché l'Italia fa parte delle Big Five, il duo si è automaticamente qualificato per la finale.
Il 14 maggio 2022, Mahmood e Blanco si sono esibiti presso il Palasport Olimpico di Torino in occasione della finale dell'evento.  Al termine dell'evento gli artisti si sono classificati sesti con 268 punti. Nella graduatoria del televoto sono risultati ottavi con 110 punti, mentre per le giurie nazionali sono arrivati settimi con 158 punti. Inoltre, l'Italia ha ottenuto i celebri dodici punti per dalle giurie di Albania e Slovenia.
Torino 2022 si è trattata della terza edizione dell' Eurovision organizzata in Italia, dopo Napoli 1965 e Roma 1991.